# لعميمات (أولاد اعريف)
لعميمات هو دُوَّار يقع بجماعة الكريمات، إقليم الصويرة، جهة مراكش آسفي في المملكة المغربية. ينتمي الدوّار لمشيخة أولاد اعريف التي تضم 6 دواوير. يقدر عدد سكانه بـ 577 نسمة حسب الإحصاء الرسمي للسكان والسكنى لسنة 2004.

## روابط خارجية
- البوابة الوطنية للجماعات الترابية نسخة محفوظة 12 مارس 2018 على موقع واي باك مشين.
- المندوبية السامية للتخطيط